# Euromediteranski stalni sveučilišni forum
Euromediteranski stalni sveučilišni forum (EPUF, engl. Euromed Permanent University Forum), mreža je od više od 100 euromediteranskih visokoobrazovnih i istraživačkih ustanova osnovana u Tamperu u Finskoj 2006. godine. Glavni cilj EPUF-a jest stvaranje održiva područja visokog obrazovanja u euromediteranskoj regiji. EPUF doprinosi promicanju društva znanja i potiče suradnju i dijalog između regionalnih obrazovnih ustanova i kulturnih tradicija.

## Članstvo
Od osnivanja više od 100 članova u 29 europskih i mediteranskih država pristupilo je EPUF-u. Hrvatska sveučilišta članovi EPUF-a jesu sveučilišta u Puli, Zadru i Zagrebu.

## Više informacija
- Barcelonska deklaracija
- Tarragonska deklaracija

## Vanjske poveznice
- Mrežno mjesto Euromediteranskog stalnog sveučilišnog foruma